# Třebovice
Třebovice (německy Triebitz) jsou obec v okrese Ústí nad Orlicí na východě Čech v Pardubickém kraji. Nachází se hned u hranic s okresem Svitavy a žije v ní 813 obyvatel. Obec se táhne údolím podél řeky Třebovky od hráze rybníka Hvězda. Leží asi šestnáct kilometrů od Ústí nad Orlicí, od České Třebové je vzdálena šest kilometrů. Východně od obce se nachází Třebovické sedlo.

## Název
Podle stanoviska úseku onomastiky Ústavu pro jazyk český(ÚJČ) z roku 1997 se místní jméno Třebovice užívá v jednotném čísle (tzv. ta Třebovice, v té Třebovici). Současně však (v roce 2020) slovník IJP provozovaný taktéž ÚJČ slovo Třebovice uvádí jako pomnožné. V praxi se používají obě varianty, o čemž svědčí např. i webové stránky obce.

## Historie
První písemná zmínka o obci pochází z roku 1304.

## Obyvatelstvo
| Rok            | 1869  | 1880  | 1890  | 1900  | 1910  | 1921  | 1930  | 1950 | 1961  | 1970 | 1980 | 1991 | 2001 | 2011 | 2021 |
| -------------- | ----- | ----- | ----- | ----- | ----- | ----- | ----- | ---- | ----- | ---- | ---- | ---- | ---- | ---- | ---- |
| Počet obyvatel | 1 086 | 1 156 | 1 167 | 1 163 | 1 207 | 1 138 | 1 176 | 943  | 1 010 | 951  | 857  | 796  | 813  | 824  | 733  |
| Počet domů     | 200   | 199   | 203   | 201   | 207   | 205   | 226   | 212  | 194   | 189  | 201  | 230  | 233  | 246  | 245  |

## Obecní správa

### Obecní symboly
Znak a vlajka byly obci uděleny rozhodnutím předsedy Poslanecké sněmovny Parlamentu České republiky dne 18. června 2003.

## Doprava
Na území obce leží železniční stanice Třebovice v Čechách na hlavní trati Česká Třebová – Přerov. Ze stanice též odbočuje jednokolejná regionální trať směr Moravská Třebová. V rámci železničního uzlu Česká Třebová jsou též mezi Českou Třebovou a Třebovicí dvě další krátké (veřejné) železniční tratě bez osobní přepravy: trať Třebovice v Čechách – Česká Třebová odj. sk. (7,8 km) a trať Třebovice v Čechách – Česká Třebová vj. sk. (2,2 km).
Poblíž Třebovice stojí Třebovický tunel, jeden z nejstarších ve střední Evropě, v roce 2005 opuštěný a nahrazený novým Třebovickým tunelem.

## Pamětihodnosti
- Kostel svatého Jiří
- náhrobní deska u vchodu do kostela sv. Jiří třebovického rychtáře Antona Königa (9. 6. 1781 - 24. 3. 1837)

## Osobnosti
- Josef Schwarz (1941), bývalý německý atletik